# José Dolores Urriola
José Dolores Urriola, conocido como "el mulato Urriola" (Panamá, 1834 - 5 de mayo de 1883) fue un poeta popular colombiano, aunque no publicó ningún libro.